# Goat Simulator 3
Goat Simulator 3 é um jogo eletrônico de ação e a sequência de Goat Simulator. O jogo foi anunciado durante o Summer Game Fest e foi lançado em 17 de novembro de 2022. O jogo apresenta um modo cooperativo para quatro jogadores, e se passa na ilha fictícia de San Angora. O jogo não terá multijogador multiplataforma no lançamento.

## Jogabilidade
Goat Simulator 3, como seu antecessor, é um jogo de ação jogado em uma perspectiva de terceira pessoa onde o objetivo é controlar o personagem do jogador, uma cabra, enquanto causa estragos e realizar acrobacias no ambiente urbano do jogo. Uma mecânica do jogo anterior em que a cabra jogável pode se atrelar a itens e objetos encontrados no mundo lambendo-os é mantida neste jogo. Os desenvolvedores afirmam que seu mundo aberto é 18 vezes maior que o do primeiro jogo. Além disso, existem seções onde diferentes estilos de jogo são explorados, como uma paródia de Wolfenstein 3D com mecânica de tiro em primeira pessoa. Um modo de história novo na série, também está presente em Goat Simulator 3.

## Recepção
De acordo com o Metacritic, a versão para PC e PlayStation 5 Goat Simulator 3 atualmente tem "análises mistas ou médias", com uma pontuação de 69 em 100, enquanto a versão do Xbox Series X atualmente tem uma pontuação de 80 em de 100, com "críticas geralmente favoráveis".